# Чиштия
Чиштия (араб. جشتية‎, перс. چشتیه‎) — суфийский тарикат, основанный сирийцем Абу Исхаком в городке Чиште на территории Афганистана в X веке и получивший распространение в Индии. Первым из четырёх основных суфийских орденов (Чишти, Сухравардия, Кадырия, Накшбанди) обосновался в Афганистане и Южной Азии.

## История
Так же, как и у других суфийских орденов линия духовного преемства возводится к пророку Мухаммеду через одно из лиц из его ближайшего окружения. Название ордена связано с местом проживания (город Чишт, на западе Афганистана) суфия из Сирии — Абу Исхака Шами (он же — Абу Исхак Шами Чишти). Он умер после возвращения в Дамаск около 940 года, но оставил после себя в Чишти духовного преемника — шейха Ахмада Абу Абдалу Чишти, которому наследовал его сын шейх Абу Мухаммад Чишти, а после него — племянник последнего ходжа Абу Юсуф Чишти, один из потомков пророка Мухаммеда. Руководителем ордена по завещанию ходжи Юсуфа Чишти стал его сын ходжа Маудуд Чишти. Первые руководители ордена Чишти были похоронены в Чишти.
Одним из их преемников в линии духовного преемства ордена (силсила) был родившийся в Систане ходжа Муин ад-Дин Хасан Чишти (Муинуддин Чишти) (1142—1236). После путешествия по Ближнему Востоку и Центральной Азии он поселился в Аджмере и распространил идеи ордена в Индии.
После Фаридуддина Масуда («Бабы Фарида», 1173 или 1175—1266) силсила ордена развивается в двух направлениях: через Алауддина Сабира Кальяри (Чишти Сабри) и Низамуддина Аулию (Чишти Низами).
В XII—XV веках орден оказал значительное влияние на движение бхакти и способствовал сближению разных социальных и религиозных групп индийского общества. Среди деятелей ордена этого периода были: «Баба Фарид», Амир Хосров Дехлеви, Хамидуддин Нагаури.
Среди шейхов чишти особенно почитаемы «пять великих» духовных наставников ордена, составляющих цепь духовной преемственности (силсила): Ходжа Муинуддин, Кутбуддин Бахтияр Каки, Фаридуддин Гандж-и-шакар (он же Баба Фарид), Низамуддин Аулия, Насируддин Чираг-и-Дели.
В отличие от других суфийских орденов члены Чишти в Индии одевали одежду, чей цвет варьировался между коричневым и красно-желтоватым.

## Учение
Доктрина и практики ордена чишти содержатся не в трактатах, а в письменно зафиксированных беседах (малфузат) их шейхов и их писем-посланий (мактубат). Частью учения ордена является доктрина Ибн ал-Араби вахдат аль-вуджуд (единство бытия). Духовный путь членов тариката включает три этапа: шариат (то есть исполнения практических обязанностей в религии), тарикат и хакикат (достижение истины). Согласно учению ордена его членам необходимо пройти 44 стоянки (макама) и 15 состояний (ахвал) на пути познания Бога. В число религиозных практик чиштитов входят:
- громкий и тихий зикр (джахри и хафи);
- очищение от дурных помыслов и страстей (муракаба);
- сорокадневное затворничество и уединение от мирской жизни (чиле)[8].

Участники этого тариката одними из первых начали устраивать музыкальные радения (сама), как средство для медитации и для привлечения людей к своим проповедям. Многие представители ордена занимались поэзией и музыкой (каввали). За долгую историю существования в Индии суфии ордена чишти впитали в свою традицию многие практики, присущие индийским мистикам сантам, натхам и йогам.

## Святыни
Суфийские святыни являются местом паломничества как мусульман, так и представителей других конфессий. В Индии и Пакистане есть много гробниц суфийских святых ордена Чишти, среди которых:
- Даргах Муинуддина Чишти в городе Аджмер (Индия). Во время ежегодного урса (праздника, посвященного памяти суфийского святого) в Аджмере некоторые паломники производят публичное выковыривание глазных яблок острыми металлическими предметами[11]. В 2012 году президент Пакистана Асиф Али Зардари подписал чек для даргаха на 1 миллион долларов[12], а в 2013 году премьер-министр Пакистана Раджа Первез Ашраф подарил ему 42-метровый чадар (покрывало) весом 35 килограммов[13].
- Даргах Хазрата Насируддина Махмуда (около 1274—1356) в Дели (Индия), известный также как Даргах Чираг-и-Дели.
- Даргах Хаваджи Банде Наваза в городе Гулбарга (Индия).
- Даргах Кутбуддина Бахтияра Каки или даргах Кутб-Сахиб в Мехраули (Индия).
- Мавзолей Салима Чишти в Фатехпур-Сикри (Индия).
- Мазар Хазрата Бабы Фаридуддина Масуда Ганджшакара или мазар Бабы Фарида в Пакпаттане (Пакистан). 25 октября 2010 года во время урса здесь был проведён теракт, ответственность за который взяла запрещённая организация «Техрик Талибан-и-Пакистан»[14].

Кроме того, много суфийских святынь находится в Айодхье (Индия), включая могилу сестры Хазрата Насируддина Махмуда, но после разрушения индуистами мечети Бабри за ними не осуществляется надлежащий уход.

## Влияние
Учеником этого ордена был индийский музыкант и мистик Хазрат Инайят Хан (1882—1927), ставший учителем «универсального суфизма» на Западе.
Его родственник Нусрат Фатех Али Хан (1948—1997) стал (вместе с Хаджи Гулямом Фаридом Сябри) первым популяризатором каввали в странах Запада. Его племянник — Рахат Фатех Али Хан — певец, исполнитель суфийской музыки и песнопений.